# Mr. Nobody
Mr. Nobody er en belgisk dramafilm med eksperimentelle elementer, skrevet og instrueret af Jaco Van Dormael og med Jared Leto, Sarah Polley, Diane Kruger, Linh Dan Pham, Rhys Ifans, Natasha Little, Toby Regbo og Juno Temple på rollelisten. Efter flere års udvikling fik filmen premiere ved Filmfestivalen i Venedig 2009, hvor Sylvie Olivé vandt prisen "Osella" for Best Technical Contribution, for sit arbejde med filmen .